# Eremita ornamentale

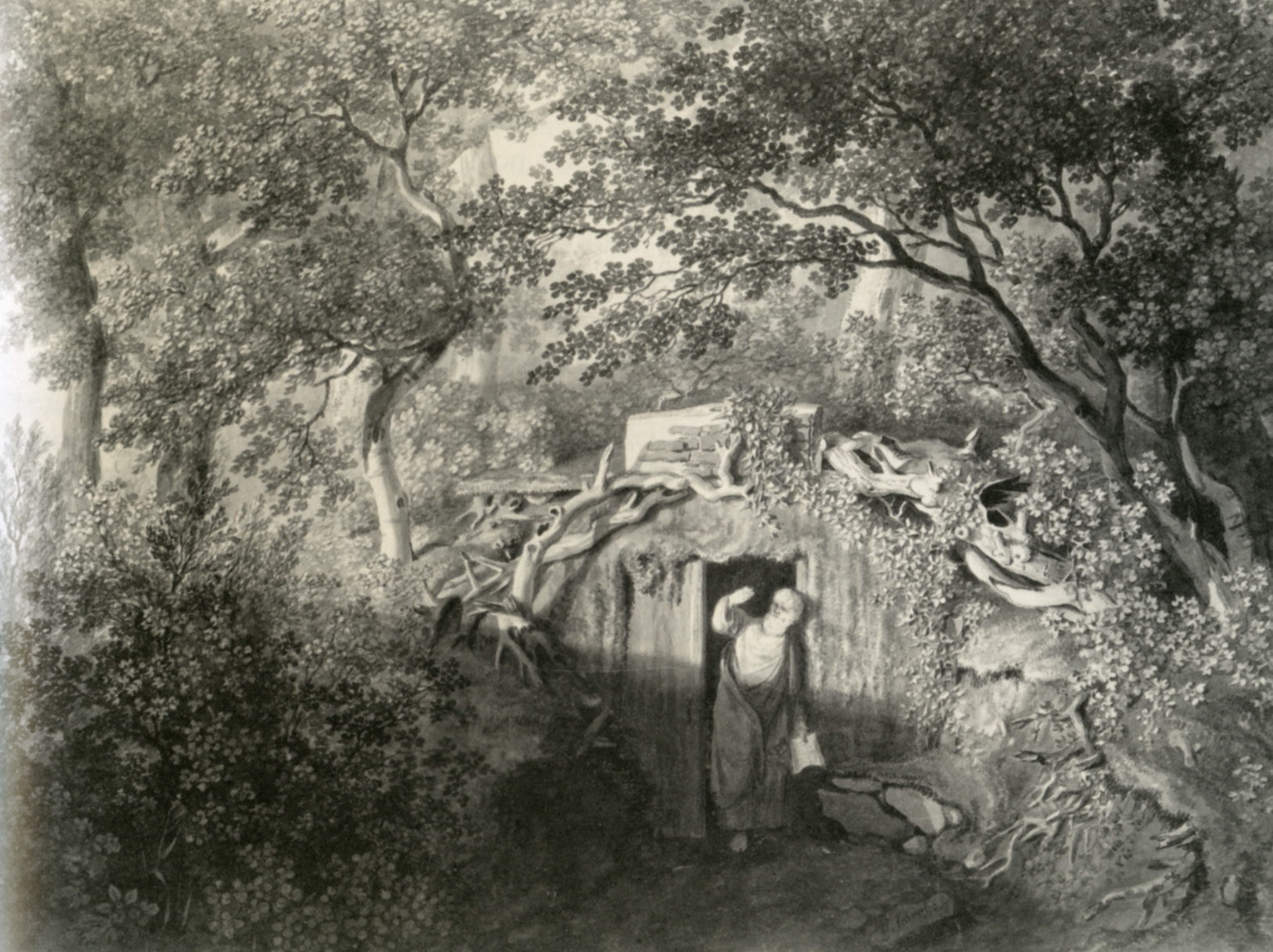
Rappresentazione artistica di un eremita ornamentale

Per eremita ornamentale o eremita da giardino si intende una persona che accettava di vivere in un eremo appositamente costruito nella villa di un ricco proprietario terriero.
La moda degli eremiti ornamentali si diffuse a cavallo fra il diciottesimo e il diciannovesimo secolo fra l'aristocrazia inglese, quando alcuni nobili iniziarono a "decorare" le proprie abitazioni con degli eremiti che vivevano in rudimentali abitazioni. Il compito dell'eremita ornamentale era quello di comparire in determinati periodi del giorno al fine di essere osservato dal suo padrone e dagli ospiti e, sebbene non potesse rivolgere la parola a nessuno, in alcune occasioni era tenuto a intrattenere l'interlocutore con discorsi filosofici. Gli eremiti ornamentali vengono citati in molte fonti per la loro stravaganza e sono considerati anticipatori dei nani da giardino.

## Storia

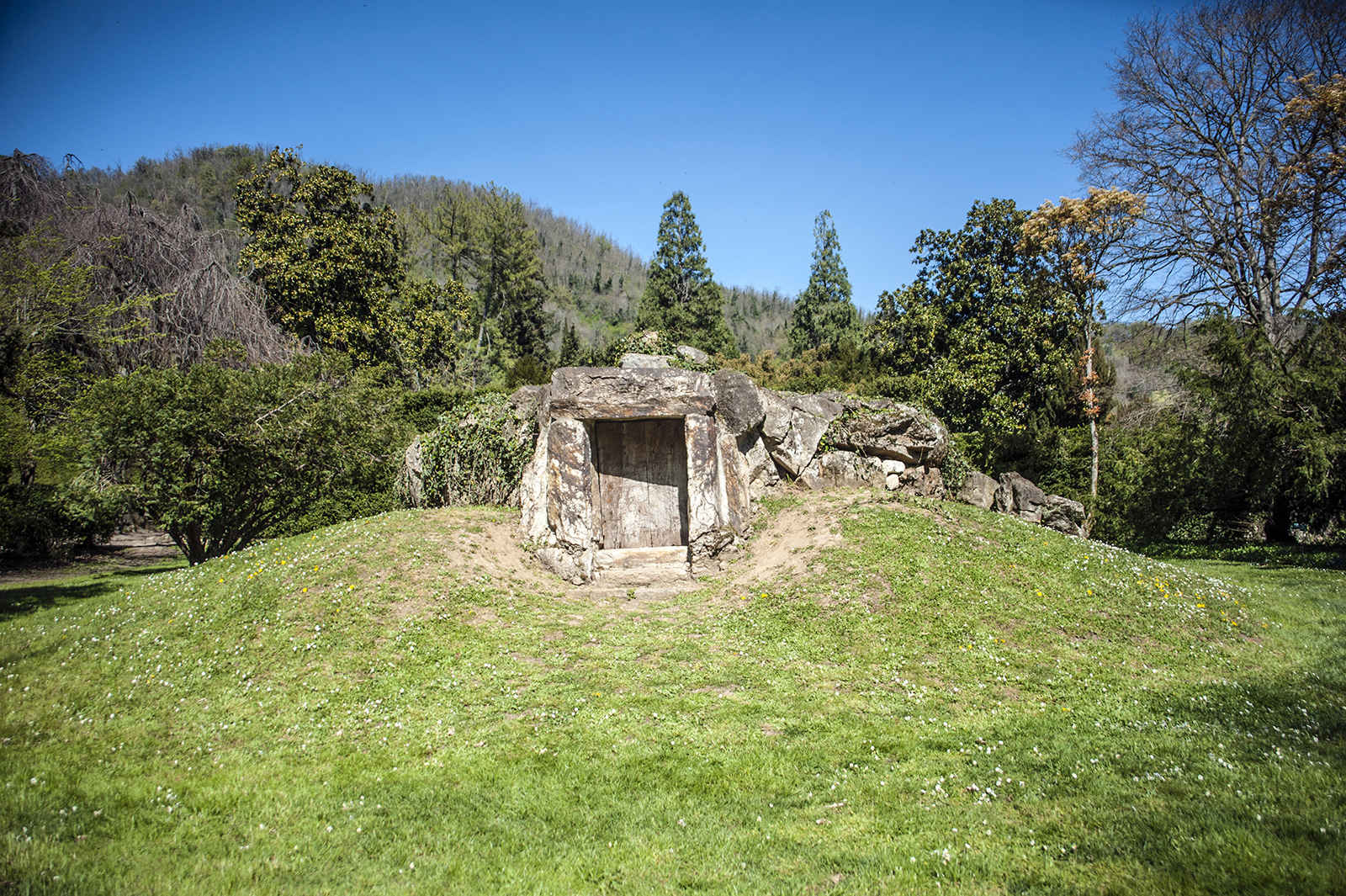
La grotta dell'eremita nel giardino storico di Villa Barbarigo a Valsanzibio di Galzignano Terme (Padova)

Il professor Gordon Campbell dell'Università di Leicester ha riportato nel suo The Hermit in the Garden (2013) svariati antecedenti degli eremiti ornamentali. Fra essi vi sarebbe stato il religioso Francesco da Paola, che avrebbe vissuto da eremita in una grotta della proprietà di suo padre all'inizio del quindicesimo secolo diventando in seguito il confidente e il consigliere del re Carlo VIII di Francia.
Nel secolo successivo, molte tenute di duchi e altri signori di Francia includevano piccole cappelle o altri edifici in cui risiedeva un eremita religioso. Secondo Campbell, la prima tenuta con un famoso eremo (che comprendeva una piccola casa, una cappella e un giardino) fu il castello di Gaillon, ristrutturato da Carlo di Borbone-Vendôme. All'inizio del XVIII secolo, Luigi XIV fece costruire, a poche miglia a nord di Versailles, un giardino per una persona di nome Marly che fu inizialmente il suo eremita. Tuttavia, i primi veri e propri eremiti da giardino si diffusero soltanto a partire dalla fine del diciottesimo secolo in Inghilterra.

Con il diffondersi del romanticismo e dell'interessamento per il misticismo da parte dell'élite intellettuale inglese, centinaia di nobili assunsero a fine decorativo degli eremiti facendoli vivere in piccole abitazioni costruite nei parchi e nei giardini delle loro ville. Fra i molti resoconti dell'epoca, la famiglia Weld assunse un eremita ornamentale che visse nella tenuta di Lulworth, nel Dorset, mentre altri sono stati rintracciati nel parco di Painshill e nell'Hawkstone Park. Anche il politico Charles Hamilton assunse un eremita per la sua abitazione. In una missiva scritta da Hamilton è riportato: 
 Il suo eremita, tuttavia, venne dimesso soltanto tre settimane dopo l'inizio del suo incarico in quanto scomparve dalla tenuta e venne ritrovato in un pub locale. Durante la metà dell'Ottocento, il diffondersi in Inghilterra dei nani da giardino importati dalla Germania fece progressivamente scomparire la moda.

## Caratteristiche

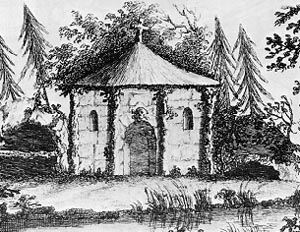
Eremo con memento mori sopra la porta (Thomas Wright, Universal Architecture, 1755)

Gli eremiti ornamentali praticavano un'esistenza appartata e silenziosa vivendo in piccole e rudimentali abitazioni, quali grotte, capanne, capricci o giardini rocciosi decorati da oggetti scenici. Non potevano radersi i capelli e la barba, tagliarsi le unghie ed erano solitamente poco propensi a lavarsi. Si vestivano come dei druidi indossando tuniche e, come i veri eremiti, disponevano di pochissimi oggetti con cui vivere. 
Secondo quanto riporta Edith Sitwell nel suo English Eccentrics (1933), essi non potevano mai abbandonare la tenuta e conversare con gli ospiti e comparivano solo in determinati periodi del giorno, quando potevano essere osservati dai loro padroni e dai loro ospiti. Il loro contratto di lavoro durava sette anni e grazie ad esso venivano ricompensati con un pasto al giorno.
Solitamente, se l'eremita si fosse ritirato dall'incarico prima che terminasse il suo mandato, veniva privato del pagamento dei suoi servizi. Agli eremiti da giardino venivano a volte affidati altri incarichi: in particolari circostanze, infatti, partecipavano alle cene dei nobili per intrattenere gli ospiti, fungevano da camerieri durante le feste, svolgevano lavori agricoli e discutevano di argomenti filosofici con gli invitati.